# Compsoneura atopa
Compsoneura atopa là một loài thực vật có hoa trong họ Myristicaceae. Loài này được (A.C.Sm.) A.C.Sm. mô tả khoa học đầu tiên năm 1956.